# Léon Bazalgette
Maurice Léon Bazalgette, né le 8 mai 1873 à Paris (10e) et mort le 31 décembre 1928 à Paris, est un écrivain, critique littéraire, biographe et traducteur français.

## Biographie
En décembre 1894, il lance le Magazine international, avec les membres de la Société internationale artistique (3 place de Wagram, Paris), dont Otto Ackermann (1872-1953), Laurence Jerrold, et Serge Murat. Parmi les collaborateurs, on trouve Bernard Lazare.
En 1905, par l’intermédiaire d’Émile Verhaeren, il fait la connaissance de Stefan Zweig. Dans Le Monde d'hier. Souvenirs d'un Européen, Zweig témoigne longuement de leur amitié : « C’est seulement dans l’amitié spirituelle avec les vivants que l’on pénètre les vraies relations entre le peuple et le pays ; tout ce qu’on observe du dehors reste une image inexacte et prématurée. De telles amitiés me furent accordées, et la meilleure de toutes avec Léon Bazalgette. »
Bazalgette a « le don de l’amitié, un sens de la camaraderie qu’il voudrait étendre à l’humanité entière ».
« Ce qui était extraordinaire chez Léon Bazalgette, cet ami entre mes amis, dont le nom est fort injustement oublié dans la plupart des tableaux de la littérature française contemporaine, c’est qu’au milieu de cette génération de poètes il mettait toute sa force créatrice au service d’œuvres étrangères, réservant ainsi toute la merveilleuse intensité de sa nature à ceux qu’il aimait. En lui, le « camarade » né, j’ai appris à connaître le type incarné et absolu de l’homme prêt à tous les sacrifices, véritablement dévoué, qui considère comme la tâche unique de sa vie d’aider les valeurs essentielles de son époque à exercer leur action et ne cède pas même à l’orgueil légitime d’être loué pour les avoir découvertes et fait connaître. Son enthousiasme actif n’était qu’une fonction naturelle de sa conscience morale. D’apparence un peu militaire, encore qu’ardent antimilitariste, il mettait dans son commerce la cordialité d’un vrai camarade. […] Le temps ne comptait pas pour lui, l’argent ne comptait pas pour lui quand il s’agissait d’un ami, et il avait des amis dans le monde entier, troupe restreinte mais choisie » « Nous nous liâmes bientôt d’une amitié intime et fraternelle parce que nous ne pensions ni l’un ni l’autre en termes de patries, parce que nous aimions tous les deux servir des œuvres étrangères avec dévouement et sans aucun profit matériel, parce que nous estimions l’indépendance de la pensée comme le bien suprême dans la vie » Le Monde d'hier. Souvenirs d'un Européen de Stefan Zweig.
Léon Bazalgette fréquenta l’Abbaye de Créteil, une communauté d’artistes fondée par Georges Duhamel et Charles Vildrac. Critique littéraire, et « engagé » en faveur de la Révolution russe, il écrivit pour Clarté, La Vie ouvrière, et pour L'Humanité, dont il tint, bien que non communiste, pendant trois ans la rubrique des « Lettres étrangères » (1926-1928). Il fut en 1923 une des fondateurs de la revue Europe, éditée aux éditions Rieder, où il était directeur de collection. Zweig, encore, écrit dans sa correspondance avec Romain Rolland : "Il est question d'un congrès littéraire à Stockholm auquel j'aimerais bien assister, pourvu qu'il soit vraiment international et pourvu qu'il aboutisse enfin à une revue fraternelle  (Je vois toujours Bazal. comme l'idéal rédacteur en chef) en plusieurs, ou au moins trois langues."
En 1908, Léon Bazalgette fit paraître une biographie de Walt Whitman : Whitman, l’homme et l’œuvre. Et en 1909, il publia une traduction des Feuilles d’herbes (Leaves of Grass), œuvre majeure du poète américain qu'il contribua à faire connaître en France. En 1924, il fit paraître une biographie de Henry David Thoreau, Henry Thoreau, sauvage.
Il repose dans le cimetière d'Avernes-sous-Exmes (Orne), où il possédait une maison de campagne, le Moulin des Noës.

## Iconographie
- Portrait de Léon Bazalgette, dessin à la plume de Berthold Mahn, 1925, Musée du Domaine départemental de Sceaux.